# Gereba (Cipaku)
Gereba is een bestuurslaag in het regentschap Ciamis van de provincie West-Java, Indonesië. Gereba telt 2740 inwoners (volkstelling 2010).